# Sumner Glacier
Sumner Glacier är en glaciär i Antarktis. Den ligger i Västantarktis. Argentina, Chile och Storbritannien gör anspråk på området. Sumner Glacier ligger 918 meter över havet.
Terrängen runt Sumner Glacier är huvudsakligen kuperad, men västerut är den platt. Trakten är obefolkad. Det finns inga samhällen i närheten.